# Odynerus tityrus
Odynerus tityrus är en stekelart som först beskrevs av Cameron.  Odynerus tityrus ingår i släktet lergetingar, och familjen Eumenidae. Inga underarter finns listade i Catalogue of Life.